# Pedro Gutiérrez (Radsportler)
Pedro António Gutiérrez Daza (* 8. August 1989 in Quíbor) ist ein ehemaliger venezolanischer Radrennfahrer.

## Sportlicher Werdegang
Gutiérrez belegte 2010 den dritten Platz bei den nationalen Meisterschaften im Einzelzeitfahren der Klasse U-23 und gewann eine Etappe sowie die Gesamtwertung der kleineren venezolanischen Rundfahrt Vuelta a Yacambu-Lara. Im Jahr 2011 sicherte er sich das Gesamtklassement der zweiwöchigen Vuelta a Venezuela, ohne jedoch auf einem einzelnen Tagesabschnitt siegen zu können. Gutiérrez errang damit seinen ersten Erfolg auf der UCI America Tour.
Auch in den Folgejahren blieb sein Engagement auf die Rennen des natialen Kalenders sowie die in Venezuela ausgetragenen Rennen der UCI Amerika Tour beschränkt. 2016 und 2017 gelang Gutiérrez dabei jeweils ein Etappenerfolg bei der Vuelta a Venezuela. National sicherte er sich dreimal den Titel im Einzelzeitfahren. 2018 war er auch erstmals bei der Vuelta al Táchira erfolgreich, wo er mit dem Sieg auf der zweiten Etappe auch den Grundstein für den Gewinn der Gesamtwertung legte. In der Saison 2018 war er auch das einzige Mal international unterwegs, als er für das chinesische UCI Continental Team Qinghai Tianyoude Cycling auf der UCI Asia Tour eingesetzt wurde, jedoch ohne zählbare Erfolge blieb.
In der Saison 2022 wurde er letztmalig in den Ergebnislisten der UCI geführt.

## Erfolge
2011
- Gesamtwertung Vuelta a Venezuela

2016
- Venezolanischer Meister – Einzelzeitfahren
- eine Etappe Vuelta a Venezuela

2017
- Venezolanischer Meister – Einzelzeitfahren
- eine Etappe Vuelta a Venezuela

2018
- Gesamtwertung und eine Etappe Vuelta al Táchira
- Venezolanischer Meister – Einzelzeitfahren